# Surreal Software
Surreal Software a fost un dezvoltator de jocuri video american din Kirkland, Washington și o filială a Warner Bros. Interactive Entertainment. Surreal Software a angajat peste 130 de designeri, artiști și programatori. Surreal a fost achiziționat de Warner Bros. Games în timpul falimentului Midway Games în iulie 2009. După o concediere semnificativă în ianuarie 2011, angajații rămași au fost integrați în birourile WBG din Kirkland, împreună cu dezvoltatorii Monolith și Snowblind.
Studioul a lucrat ultima oară la This Is Vegas, un titlu care a fost programat pentru lansare pe Xbox 360, PlayStation 3 și Windows. Primele capturi de ecran, video și informații de joc despre This Is Vegas au fost dezvăluite în săptămâna din 4 februarie 2008 la IGN.

## Listă de jocuri produse
| An   | Nume                                              | Platforme         | Platforme           |
| An   | Nume                                              | PC                | Consolă             |
| ---- | ------------------------------------------------- | ----------------- | ------------------- |
| 1999 | Drakan: Order of the Flame                        | Microsoft Windows | —                   |
| 2002 | Drakan: The Ancients' Gates                       | —                 | PlayStation 2       |
| 2002 | The Lord of the Rings: The Fellowship of the Ring | Microsoft Windows | PlayStation 2       |
| 2004 | The Suffering                                     | Microsoft Windows | PlayStation 2, Xbox |
| 2005 | The Suffering: Ties That Bind                     | Microsoft Windows | PlayStation 2, Xbox |

### Anulate
- Gunslinger
- The Lord of the Rings: The Treason of Isengard
- This Is Vegas